# Свитвотер (Флорида)
Свитвотер (енгл. Sweetwater) град је у америчкој савезној држави Флорида. По попису становништва из 2010. у њему је живело 13.499 становника.

## Демографија
Према попису становништва из 2010. у граду је живело 13.499 становника, што је . (.%) становника више него 2000. године.
| Група             | 2000.          | 2010.          |
| Белци             | 884 (6,2%)     | 475 (3,5%)     |
| Афроамериканци    | 126 (0,9%)     | 240 (1,8%)     |
| Азијати           | 28 (0,2%)      | 72 (0,5%)      |
| Хиспаноамериканци | 13.253 (93,2%) | 12.894 (95,5%) |
| Укупно            | 14.226         | 13.499         |